# Gerhard Sprenger
Gerhard Sprenger (* 13. Dezember 1929 in Kassel; † 9. Januar 1997) war ein deutscher Politiker (SPD) und Abgeordneter des Hessischen Landtags.

## Ausbildung und Beruf
Gerhard Sprenger studierte nach dem Abitur am Realgymnasium 1950 bis 1954 Rechts- und Staatswissenschaften. Nach dem Referendarexamen arbeitete er bei Gerichten, Behörden und Kommunalverwaltungen. Er wurde Leiter des Rechtsamtes sowie des Ausgleichsamtes des früheren Landkreises Hersfeld und zuletzt Leiter der Außenstelle Nordhessen des Hessischen Städte- und Gemeindebundes. 1958 wurde er Oberrechtsrat bei der Kreisverwaltung in Bad Hersfeld und seit dem 1. April 1979 Beauftragter des Landes Hessen für Angelegenheiten des Grenzgebietes zur DDR in Bad Hersfeld.

## Politik
Gerhard Sprenger war 1946 bis 1956 Mitglied der Sozialistischen Jugend Deutschlands "Die Falken" und dort mehrere Jahre als Vorsitzender des Bezirks Hessen-Nord. Von 1954 bis 1966 war er Mitglied des Landesjugendwohlfahrtsausschusses Hessen.
Seit 1931 war Sprenger Mitglied der SPD und dort von 1959 bis 1969 Vorsitzender des SPD-Unterbezirks Hersfeld-Hünfeld-Rotenburg (Fulda).
In Kassel war er vom 1. November 1956 bis 9. Oktober 1958 Stadtverordneter. Seit 1963 war er  Vorsitzender der SPD-Stadtverordnetenfraktion in Bad Hersfeld. Vom 1. Dezember 1966 bis 30. November 1974 war er Mitglied des Hessischen Landtags. 1969 war er Mitglied der 5. und 1974 der 6.  Bundesversammlung.